# Bernd A. Chmura
Bernd Archibald Chmura (* 1953 in Burg) ist ein deutscher Maler, Zeichner, Grafiker und Karikaturist, auch bekannt als Archimura.

## Leben
Chmura absolvierte von 1969 bis 1971 in Magdeburg eine Lehre als Gebrauchswerber. Bereits 1970 bestand er an der Hochschule für Grafik und Buchkunst (HGBK) in Leipzig die Aufnahmeprüfung. Er leistete aber erst von 1971 bis 1973 den Wehrdienst bei der NVA. Von 1973 bis 1978 studierte er in der Fachrichtung Buchgestaltung der HGBK bei Fritz Fröhlich, Hildegard Korger und Irmgard Horlbeck-Kappler. 1974/1975 machte er Praktika bei Zeitungen in Ilmenau und Meißen. Nach dem Diplom arbeitete er ab 1978 in Potsdam-Babelsberg als freiberuflicher Illustrator und Karikaturist. Dabei hatte er anfangs einen Fördervertrag mit der der Zeitschrift Eulenspiegel und dem Rat des Bezirks Potsdam. Er wurde Mitglied des Verbands Bildender Künstler der DDR, dem er dann bis 1990 angehörte. Von 1986 bis 1988 war er Meisterschüler Werner Klemkes an der Akademie der Künste der DDR. Er hatte in der Zeit der DDR im In- und Ausland eine große Zahl von Einzelausstellungen und Ausstellungsbeteiligungen, u. a. 1979 an der Humor-Biennale Gabrowo und der Biennale des internationalen Humors in San Antonio de los Baños und 1982/1983 und 1987/1988 an der IX. und X. Kunstausstellung der DDR in Dresden.
Chmura schuf vor allem karikatureske Buchillustrationen, aber auch Plakate und Objekte wie 1986 die plastische Karikatur ("Plastikatur") eines Arbeitsschutzhelms, die auf der X. Kunstausstellung der DDR gezeigt wurde. In der DDR erhielt Chmura bei künstlerischen Wettbewerben mehrmals Preise, u. a. 1978 im Wettbewerb Schönste Bücher der DDR und 1980 bei Die 100 besten Plakate des Jahres.
Von 1992 bis 1994 arbeitete er als Grafiker beim Potsdamer Kabarett Obelisk. Von 2001 bis 2003 war Chmura Vorsitzender des Brandenburgischen Verbandes Bildender Künstler (BVBK) und Mitglied im Galeriebeirat.

## Buchillustrationen Chmuras (unvollständig)
- Klaus Möckel: Die nackende Ursula. Gespensterballaden und Gelichtergedichte. Eulenspiegel Verlag, Berlin 1980, DNB 800496949.

- Helmut Wolle (Auswahl): Von der Weisheit der Sprüche. Aphorismen, Zitate, Sprichwörter. Verlag Neues Leben, Berlin, 1981, DNB 820558958.
- Günter Lux: Morgenstund ist aller Laster Anfang. Sprichwörter zum Selberbasteln. Eulenspiegel Verlag, Berlin 1985, DNB 870341065.

- Jupp Müller: Ein bissel Bissiges. Aphorismen. Eulenspiegel Verlag, Berlin, 1986

- György Schwajda: Die Jünglingsmutter. Eine Schildbürger-Geschichte aus Rátót. Eulenspiegel Verlag, Berlin, 1988
- Rudi Strahl: Leben und leben lassen. Monologe nebst einer versteckten Liebeserklärung für eine dramatische Möglichkeit. Mitteldeutscher Verlag, Halle Leipzig, 1989

- Claus Ulrich Wiesner: Die Geister von Thorland. Eulenspiegel Verlag, Berlin 1989, DNB 901155640.
- Bernd Maywald: Besichtigung einer Windmühle. Eine verdrehte Geschichte. Eulenspiegel Verlag, Berlin, 1990
- Martin Karau: Die Bärendienst GmbH. Altberliner Verlag, Berlin 1991, ISBN 3-357-00406-2.
- Helmut Fensch (Hrsg.): 15 Jahre Potsdamer Kabarett Am Obelisk. Das Würfelei. Texte aus 18 Programmen der Jahre 1978 - 1993. Obelisk Verlag, Potsdam, 1993.